# 成田眞澄
成田 眞澄（なりた ますみ、本名同じ）は、日本の女流書道家。
東京都出身。

## 書歴
小学校1年生のときに書道を始める。
10代で師範資格を取得し、インターネットショップ「筆字屋」を開店。筆文字ロゴなどの制作販売、パフォーマンス書道などを行う。また、パチンコ台・スロット台の演出用筆文字を多く手掛ける。
書道教室眞和会主宰。

## 揮毫作品
- ニューヨーク・タイムズスクエア 2014年末カウントダウンイベント筆文字
- フロー・ライダー『俺のルーツ』「俺たちワイルド・ワンズ」日本版CDのタイトル
- 保守新党CM使用文字、マニフェスト題字
- 蒼天の拳（新潮社）
- 大神（カプコン） タイトル
- 加藤清史郎 はじめるコツコツキャンペーン（田中貴金属工業） 出初式指導サポート
- ジョシュ・グローバン「この先の道」タイトル
- 芦田愛菜　『早稲田アカデミー』巨大書道パフォーマンス指導（https://prtimes.jp/main/html/rd/p/000000010.000014235.html）

## テレビ出演
- 三宅裕司のドシロウト（山口放送）
- 5時に夢中!（TOKYO MX）
- 一期一会 キミにききたい!（NHK教育テレビ）
- 百識王（フジテレビ）
- ZIP!（日本テレビ）